# Baeša
Baeša (hebrejsky: בַּעְשָׁא‎ Ba'ša), v českých překladech Bible přepisováno též jako Baaša, Baša či Báza, byl třetím králem Severního izraelského království. Jeho jméno se vykládá jako „Baal vyslyšel“. Dle názoru moderních historiků a archeologů vládl asi v letech 908 až 885 př. n. l. Podle kroniky Davida Ganse by však jeho kralování mělo spadat do let 2986–3009 od stvoření světa neboli do rozmezí let 776–752 před naším letopočtem, což odpovídá 24 letům vlády, jak je uvedeno v První knize králů.
Baeša byl synem jistého Achijáše z kmene Isachar. Ve 3. roce vlády judského krále Ásy zorganizoval Baeša spiknutí proti izraelskému králi Nádabovi a v době, kdy Nábatovo vojsko obléhalo město Gibetón, jež bylo v té době v držení Pelištejců, jej zavraždil. Poté se Baeša ujal kralování místo něj a nechal vyvraždit všechny možné královské nástupce z dynastie Jarobeáma I., tedy i Nádabovy potomky. Tím se zcela splnila celá část předpovědi proroka Achijáše, jež se týkala domu krále Jarobeáma I.
Baeša měl své královské sídlo v Tirse a po celou dobu své vlády bylo jeho království ve válečném stavu s jižním Judským královstvím. Stejně jako jeho předchůdci se i on dopouštěl „toho, co je zlé v Hospodinových očích“, a přes varování proroků nadále podporoval modlářství, které v severním Izraeli zavedl Jarobeám I. Také z tohoto důvodu prorok Jehú nakonec vyřkl proti Baešovu domu podobné proroctví, jako před ním prorok Achijáš proti domu krále Jarobeáma I. Baeša pravděpodobně zahynul ve válce s aramejským králem Ben-hadadem I., který Baešovi vypověděl na základě úplaty judského krále Ásy smlouvu a napadl severoizraelská města patřící kmeni Neftalí. Po jeho smrti usedl na izraelský trůn v Tirse jeho syn Éla.
| Králové Izraelského království | Králové Izraelského království | Králové Izraelského království |
| ------------------------------ | ------------------------------ | ------------------------------ |
| Předchůdce: Nádab              | 908–885 př. n. l. Baeša        | Nástupce: Éla                  |